# كين هودج
كين هودج هو لاعب هوكي الجليد كندي، ولد في 25 يونيو 1944 في برمنغهام في المملكة المتحدة.

## وصلات خارجية
- كين هودج على موقع دوري الهوكي الوطني (الإنجليزية)
- كين هودج على موقع قاعة مشاهير الهوكي (لاعب أن.إتش.أل) (الإنجليزية)
- كين هودج على موقع EliteProspects.com (الإنجليزية)
- كين هودج على موقع HockeyDB.com (الإنجليزية)
- كين هودج على موقع Hockey-Reference.com (الإنجليزية)